# Myrcia antillana
Myrcia antillana är en myrtenväxtart som beskrevs av Mcvaugh. Myrcia antillana ingår i släktet Myrcia och familjen myrtenväxter. Inga underarter finns listade i Catalogue of Life.